# Kienitz
Kienitz ist ein Ortsteil der Gemeinde Letschin im Landkreis Märkisch-Oderland in Brandenburg, gelegen an der Oder am östlichen Rand des Oderbruchs.

## Geschichte

### Ortsgründung im 13. Jahrhundert und weitere Entwicklung
Kienitz, das aus einem Fischerdorf entstand, wurde erstmals 1234 als „Terra Chinz“ urkundlich genannt. 1571 bis 1722 war Kienitz im Besitz derer von Pfuel. Seit der Trockenlegung des Oderbruchs auf Verfügung des Preußenkönigs Friedrichs des Großen ist die Haupteinnahmequelle der Bewohner die Landwirtschaft. Das Oderbruch wurde für viele Siedler aus den verschiedensten Ländern ein neues Zuhause.

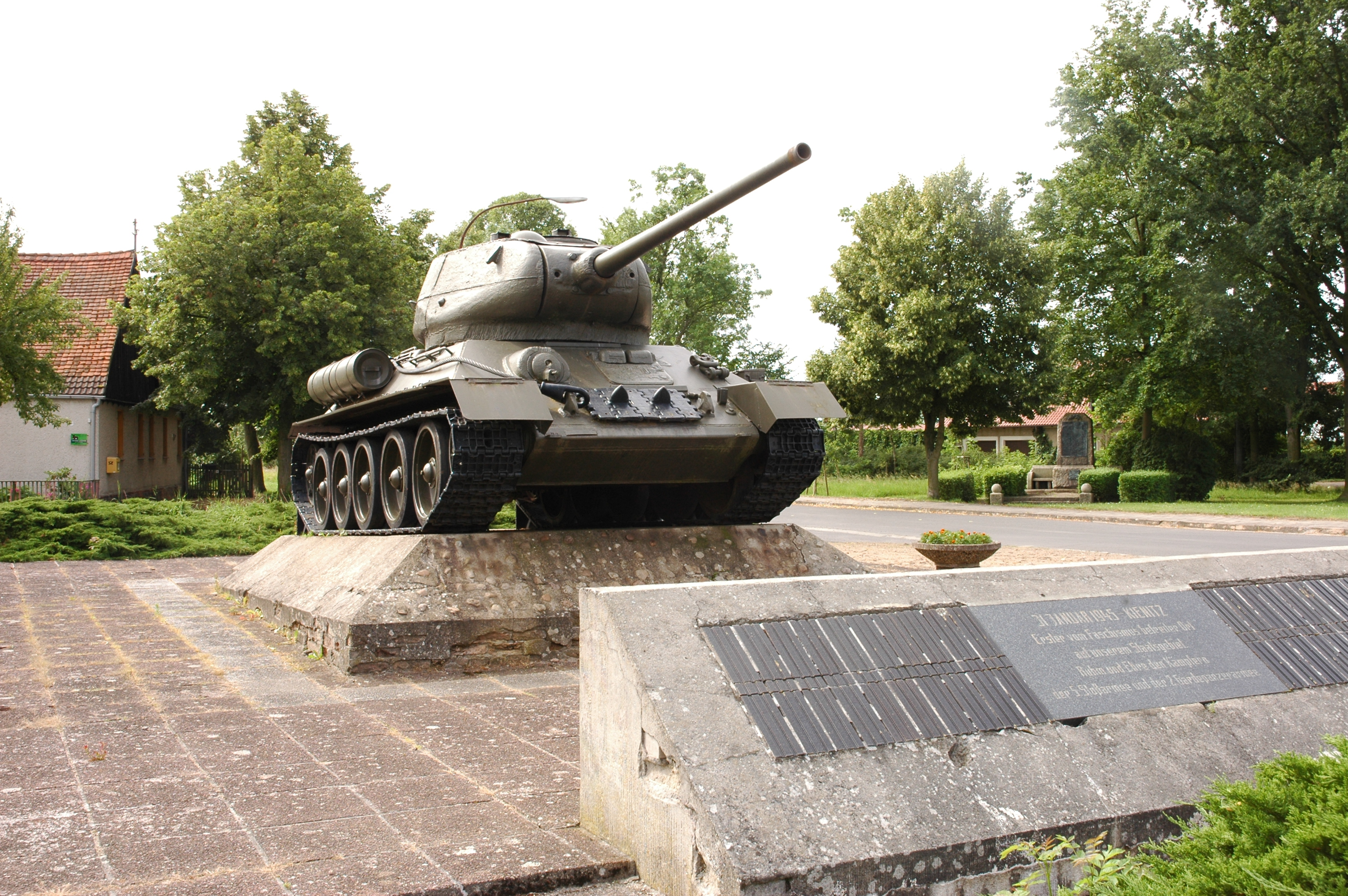
Denkmal für die sowjetische Armee in Kienitz

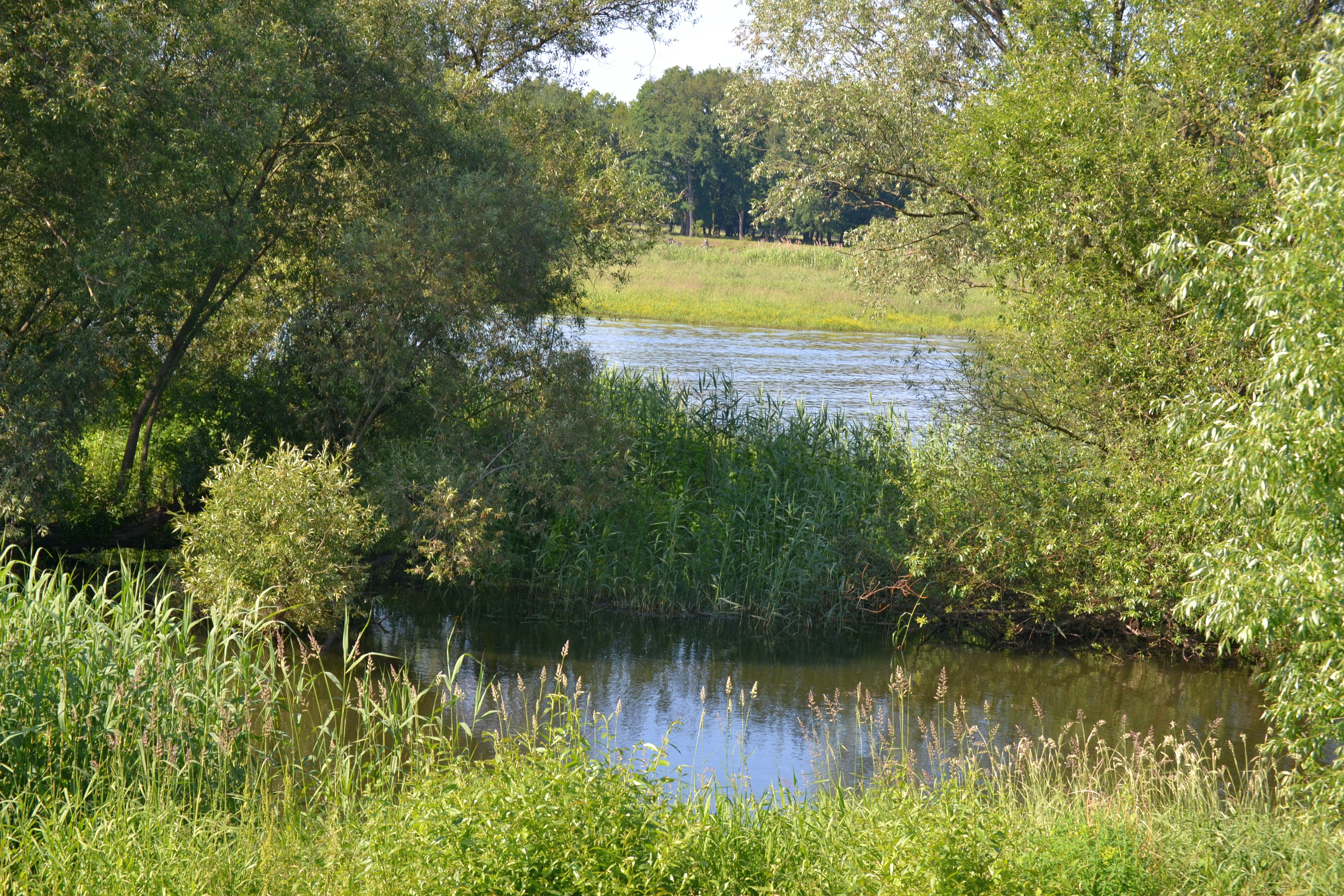
Oderarm in Kienitz

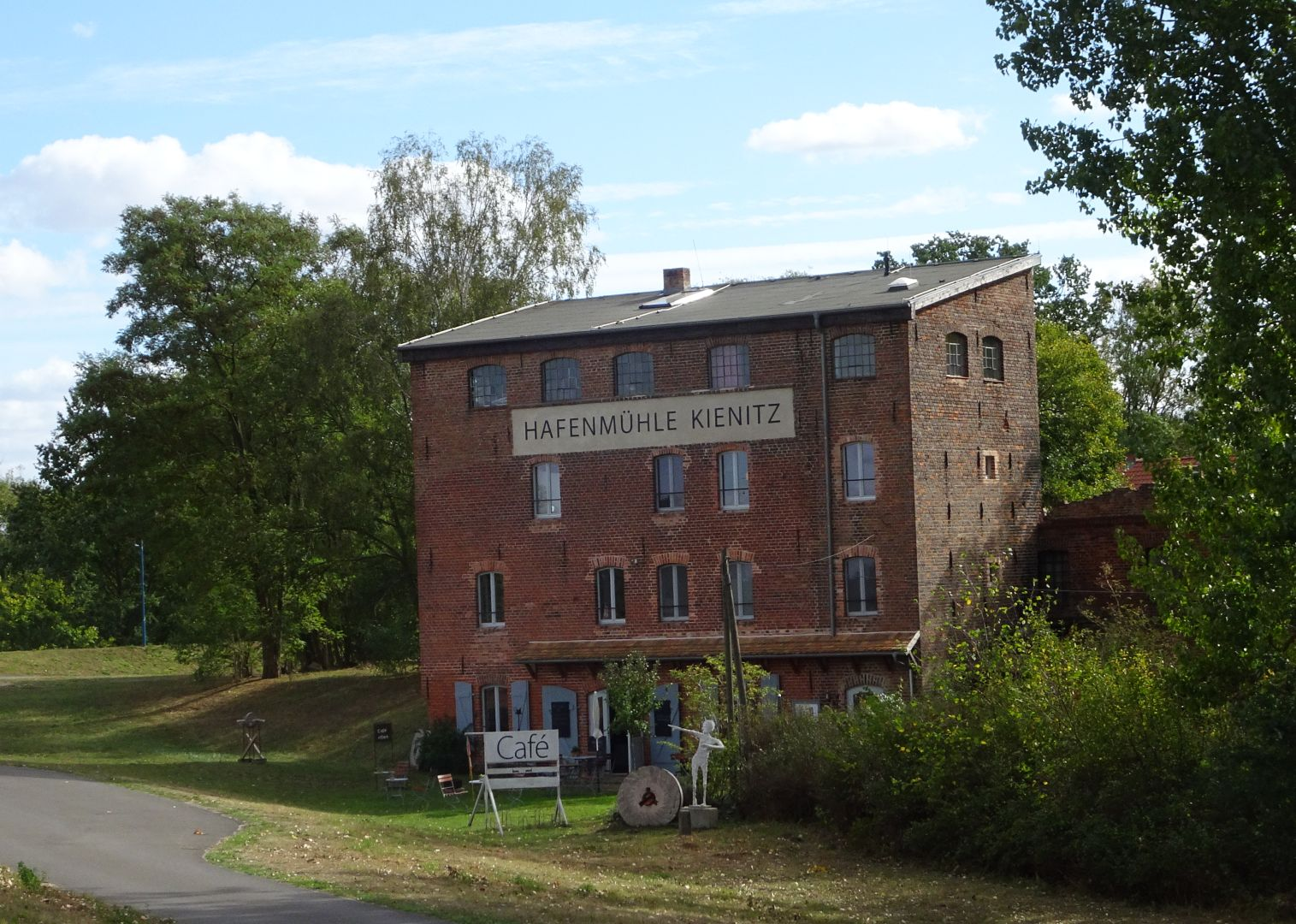
Hafenmühle

In den frühen Morgenstunden des 31. Januar 1945 überschritten Vorausabteilungen der sowjetischen 5. Stoßarmee und der 2. Garde-Panzerarmee die Oder und bildeten einen Brückenkopf, den sie weiter ausbauten. Kienitz war damit der erste Ort auf dem Gebiet der späteren DDR, der von sowjetischen Truppen eingenommen wurde. 1970 wurde anlässlich dieses Ereignisses im Ort eine Gedenkstätte mit einem Panzer vom Typ T-34 errichtet.
In Folge der Kämpfe um den Ort wurden zahlreiche Wohnhäuser und auch die Kirche und das Pfarrhaus zerstört.
Bis 1945 gab es eine Fähre nach Hälse (seit 1945 Porzecze in Polen) am anderen Oderufer. Eine Wiederherstellung der Fährverbindung war angestrebt, ist bisher aber nicht verwirklicht.
Die ehemalige Hafenmühle wurde als Café wiederbelebt.

### Eingemeindungen
Kienitz besteht aus den beiden Gemeindeteilen Kienitz Dorf und Kienitz Nord, wobei sich Kienitz Nord erst nach dem Zweiten Weltkrieg durch die Bodenreform aus einem früheren Gutsherrenbesitz heraus entwickelte.
Am 26. Oktober 2003 wurde Kienitz nach Letschin eingemeindet.

### Bevölkerung
| Jahr          | 1875 | 1890 | 1910 | 1925 | 1933 | 1946 | 1995 | 2000 | 2006 |
| Einwohnerzahl | 2267 | 1911 | 1568 | 1531 | 1364 | 1019 | 617  | 575  | 573  |

## Kirche

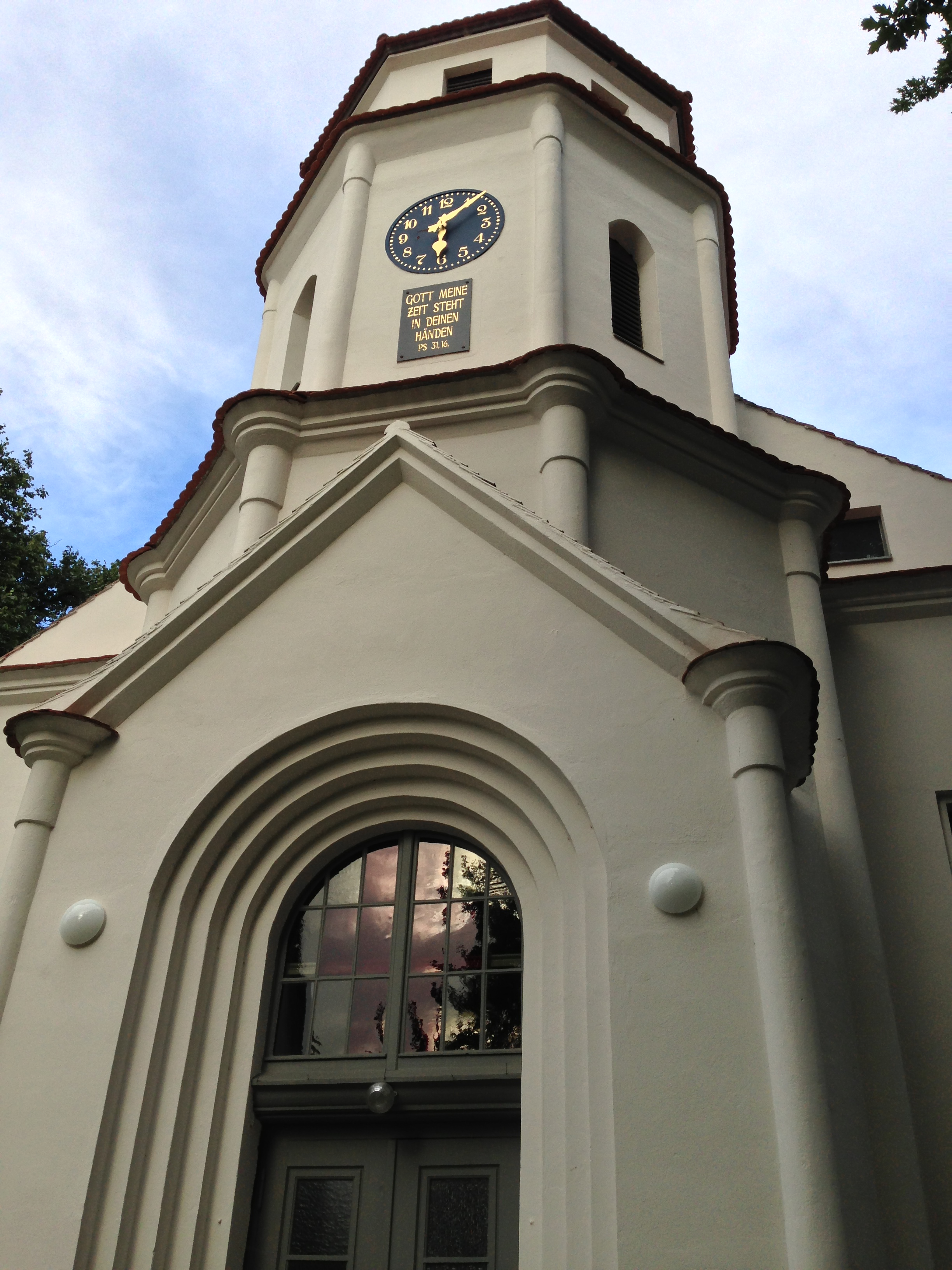
Radwegkirche in Kienitz (2013)

Die neoreomanische Kirche von Kienitz wurde 1829–1832 auf den Grundmauern eines Vorgängerbaus aus Backsteinen errichtet und verputzt. In einem Aufsatz des Heimatforschers Dieter Mehlhardt hieß es 1998: [Die Kirche war ein] „stattlich verputzter Saalbau mit Rundbogenfenstern und spitzem Westturm, der 1894 noch weitreichend renoviert wurde“. Im Turm mit einem sechseckigen Grundriss hing ein Geläut aus drei Kirchenglocken. Diese mussten im Ersten Weltkrieg zur Geschützproduktion abgeliefert werden, ebenso die Zinnpfeifen der Orgel. In den 1920er Jahren erhielt die Kirche zwei in den Apoldaer Werkstätten hergestellte Gussstahlglocken.
Weil Kienitz der erste von der Roten Armee eroberte Ort westlich der Oder war, kam es am Ende des Zweiten Weltkriegs zu heftigen Kämpfen mit der deutschen Wehrmacht im Ort selbst und in der Umgebung. Die Rote Armee hatte im Keller der Kirche einen Befehlsstand eingerichtet. Das Kirchengebäude und das benachbarte Pfarrhaus wurden durch deutschen Artilleriebeschluss zerstört: Nach dem Krieg stand von der Kirche nur noch die Außenmauer. In diese Kirchenruine zog 1948 der Pfarrer Wilhelm Roder ein.  Im Jahr 1949 erhielt die Kirchengemeinde unerwartete Hilfe aus dem In- und Ausland: ein Bischof aus der Schweiz und je ein Kirchenvertreter aus Schweden und aus Deutschland tauchten im Dorf auf und übergaben dem Pfarrer Roder Spendengelder für die Wiedererrichtung der der Kirche. So konnte der Architekt Gustav Gebhardt aus Berlin gewonnen werden, um Pläne für einen Wiederaufbau zu erstellen. Die Firma Otto Arndt übernahm die praktischen Arbeiten vor Ort. Mit dieser Hilfe entstand zwischen 1951 und 1953 eine neue Dorfkirche mit einem Flachdach auf dem Turm. Das Kirchenschiff wurde in zwei Etagen geteilt und bot damit eine Wohnung für den Pfarrer sowie einen Gemeindesaal. Der östliche Teil des Gebäudes blieb als Ruine erhalten und dient seitdem als Mahnmal gegen Krieg und Zerstörung sowie als Café.
Bekanntheit erlangte das Gotteshaus durch die Arbeit der Pfarrersfrau und Malerin Erna Roder. Sie war als Gemeindeschwester in der Partnergemeinde Hoerstgen in Kamp-Lintfort (Nordrhein-Westfalen) tätig. Als im Jahr 1965 die erste Frau von Pfarrer Roder verstarb, zog sie nach Kienitz und heiratete später den Pfarrer. Sie war zu dieser Zeit bereits künstlerisch tätig. Im Jahr 1981 starb ihr Mann und sie intensivierte die Malerei. Die Bilder zeigten die die Kirche selbst und Motive aus der Umgebung. Ihre früher entstandenen Bilder trugen auch dazu bei, die Farbgebung möglichst nach den ursprünglichen Plänen vorzunehmen. Ab 1992 gab sie zusätzlich einen Kalender heraus, das jeden Monat eines ihrer Bilder sowie einen Bibelvers zeigte.
Der Innenraum der Kirche wurde von Axel Anklam gestaltet. Er schuf Altar, Ambo und Taufstein aus einem durchscheinenden Edelstahlnetz, das an die Geschichte des Fischerdorfes erinnern soll. Das über dem Altar befindliche Schiff soll an die Rolle des Dorfes als Hafen im Oderbruch erinnern.

## Söhne und Töchter von Kienitz
- Wilhelm Adolf Lette (1799–1868), Jurist, Gründer des Lette-Vereins
- Helmut Jachnow (* 1939), Slawist

## Mit Kienitz verbundene Persönlichkeiten
- Erna Roder (1916–2007), Malerin
- Helmut Krüger (1926–2022), Kirchenmusiker
- Christiane Möbus (* 1947), Bildhauerin[11]